# 정 문공
정 문공(鄭 文公, ? ~ 기원전 628년, 재위 : 기원전 673년 ~ 기원전 628년)은 중국 춘추 시대 정나라의 제10대 임금이다. 이름은 첩(踕, 捷)이다.

## 사적
정 여공 28년(기원전 673년), 아버지가 죽어 그 뒤를 이었다.
정나라는 정여공이 송을 기원전 677년에 공격한 일로 인해 송나라와 그 동맹국 제나라와 사이가 나빠졌고, 기원전 676년에는 조현하지 않았다는 이유로 사신 첨이 사로잡혔다 달아난 일도 있었다. 정문공도 정문공 4년(기원전 669년)에 초나라와 강화를 맺고 제나라를 대적하는 모습을 보였다. 그러나 정문공 6년(기원전 667년), 결국은 당시 패자 제 환공 앞에 마찬가지로 친초 경향에 있던 진나라와 함께 굴복하여 제, 노, 송, 진의 임금(제 환공, 노 장공, 송 환공, 진 선공)과 유(송나라 땅)에서 동맹했다. 정문공 7년(기원전 666년), 초나라 영윤 자원이 국내에서 자기 이름을 날리려는 의도로 6백 승의 대군을 거느리고 공격해 왔으나, 제, 노, 송나라의 구원을 받으니 자원이 달아났다.
자원이 제거된 후, 초 성왕은 본격적으로 자기 휘하를 이탈한 정나라를 도로 굴복시키고자 정문공 14년(기원전 659년), 15년(기원전 658년), 16년(기원전 657년)에 연이어 정나라를 공격해 15년에는 정나라 대부 담백이 사로잡혔다. 정문공은 지쳐 초나라에 항복할 생각도 했으나, 실제로 초나라에 굴복하지는 않았다. 제나라도 정나라를 돕기 위해 정문공 14년에 회합을 열었고 정문공 17년(기원전 656년)에 초나라의 우익 채를 침공하고 마침내 초나라로 쳐들어갔다. 제나라는 소릉 땅에서 초나라 사신을 만나, 주나라 왕실에 조현하지 않는다는 명분으로 초나라를 굴복시켰다.
이후 제나라는 자기 패권을 가지고 정문공 18년(기원전 655년)에 주나라의 왕세자 정(후의 주 양왕)을 지지하는 회합을 열었으나, 주 혜왕은 왕세자의 지위가 안정된 것을 싫어해 정나라를 동맹에서 이탈시키고자 했고, 정문공은 제나라를 두려워하면서도 왕의 밀명을 따라 동맹을 배반하고 회맹에서 달아났다. 배신의 대가로 받은 정문공 19년(기원전 654년) 제나라와 연합군의 공격은 초나라가 허나라를 공격함으로써 피할 수 있었으나, 정문공 20년(기원전 653년) 제나라가 또 쳐들어오자 정문공은 면하기 어렵다고 보고 자기 눈밖에 난 신후를 죽이고는 그에게 배신의 죄를 뒤집어씌워 해명하고 세자 화를 회맹에 보내 제나라에 다시 굴복했다.
그런데 세자 화가 정문공의 뜻과 달리 회맹에 가서는 제 환공에게 정나라 대부 예씨와 인씨와 자인씨를 제거해 달라고 부탁했으나 제 환공이 관중의 조언을 받아들여 이를 거부하자, 정문공은 사신을 보내 결맹을 요청했다. 이리하여 정문공 21년(기원전 652년), 비록 정나라가 태자 정을 받드는 데 예전에 반대했으나 이제 주 혜왕이 곧 죽을 상태가 되자 그 태자의 지위를 안정시키기 위해 모인 결맹에 정나라도 참석했다. 세자 화는 정문공 29년(기원전 644년)에 끝내 죽임을 당했다. 세자 화의 아우 자장은 송나라로 달아났는데, 거기에서 법도를 어기자 정문공은 재위 35년(기원전 638년)에 자객을 보내 자장도 죽였다.
제환공 사후, 정문공은 초나라에 복종하는 길을 택해, 정문공 31년(기원전 642년)에 초나라에 비로소 조현했다. 한편 송 양공이 패자가 되기를 꿈꾸어 정문공 32년(기원전 641년)에 회맹을 열고 정문공 34년(기원전 639년)에는 더 큰 규모의 회맹을 열어 초나라, 진나라, 채나라, 정나라, 허나라, 조나라 임금을 불렀고 초 성왕에게 자신이 맹주로 추대될 수 있도록 부탁했다. 그러나 초성왕은 송양공을 사로잡고, 박에서 회맹을 주최하고 송양공을 석방했다. 정문공 35년(기원전 638년), 정문공은 또 초나라에 갔다. 이렇게 초나라에 철저히 굴종하는 자세를 보였기 때문에, 여전히 패자를 꿈꾸는 송양공은 정나라에 노여움을 품었고, 결국 이해에 송양공이 이끄는 송 · 위 · 허 · 등 연합 제후군의 공격을 받았다. 초성왕은 송나라를 공격해 정나라를 구원했고, 정문공은 감사의 표시로 두 부인과 함께 초성왕을 접대했다.
정문공 34년(기원전 639년), 진나라 공자 중이(후의 진 문공)가 정나라로 찾아왔는데 무례하게 대했다. 중이는 정나라를 떠났고, 이듬해 진후로 즉위했다.
정문공 33년에 적과 함께 활나라를 쳐 복종시켰으나 돌아가자 활나라는 위나라에 붙었고, 정문공 37년(기원전 636년)에 정나라는 다시 활나라를 쳤다. 주양왕이 활나라를 위해 사신 백복(伯服, 伯(牛 + 蔔))을 보내자 정문공은 부친 정여공이 주 혜왕을 즉위시켜줬음에도 보상이 작았었고 지금 주왕이 자기 편도 들어주지 않는다 하여 백복을 잡아가뒀다. 주양왕은 적을 움직여 정나라를 쳤다. 그러나 적과 주양왕의 제휴는 오래 가지 못했다. 당시 주 왕실에서는 양왕의 아우 태숙이 태후의 총애를 받고 있어 왕의 처지가 위태롭던 차였고, 결국 대부 퇴숙과 도자가 태숙과 손을 잡고 적군을 끌어들였다. 이해 겨울 적이 주나라를 치자 왕은 정나라로 몽진했다. 정여공은 주양왕을 받아들여 자기 영내의 범 땅에 두었으며, 자신도 범으로 가 왕에게 문안하고 왕의 기구를 살핀 후에 정나라를 다스렸다. 주양왕은 이듬해 진 문공이 태숙을 무찔러 죽이면서 왕성으로 돌아갔다.
정문공 41년(기원전 632년) 1월, 정문공은 당시 송나라를 포위하고 있던 초나라에 가서 정나라 군을 초나라에 원군으로 주었다. 이해 4월, 성복 전투에서 진나라가 초나라를 무찌르자 정문공은 진나라에 화친을 구했다. 한편, 진문공이 초나라와 싸워 얻은 전리품을 왕에게 바치는 자리에서 정문공이 왕의 부를 맡아 행례를 도왔다. 정문공 43년(기원전 630년), 결국은 진문공에게 무례했고 초나라를 도왔기 때문에 진 · 진의 연합 공격을 받아 포위당했다. 정문공은 일지호의 천거를 받아 촉지무에게 진 목공을 설득시키니 진 목공은 도리어 정나라와 결맹하고 물러났다. 남은 진나라의 공격은 진나라로 망명한 공자 난(후의 정 목공)을 태자로 세우는 조건으로 화친을 청해 물릴 수 있었다.
정문공 44년(기원전 629년), 공자 하가 정문공의 미움을 받아 초나라로 망명했다.
정문공 45년(기원전 628년), 정문공은 죽었다. 뒤는 태자 난이 이으니, 곧 정 목공이다.

## 가정
- 정 여공 (아버지)
  - 정 문공
  - 진규(陳嬀) (아내)
    - 세자 화 (아들)
    - 자장

  - 미씨 (아내, 강나라 공녀)
    - 공자 사

  - 기씨 (아내, 소나라 공녀)
    - 공자 하
    - 유미

  - 미씨 (아내, 초나라 공녀)
    -  ? (딸)
    -  ? (딸)

  - 강씨 (아내, 제나라 공녀)
  - 연길 (천첩)
    - 정 목공

정문공은 아버지에게 죽임을 당한 숙부 옛 정나라 임금 정 자영의 아내를 취해 진규라고 불렀다. 진규는 세자 화와 자장을 낳았다.
또 강나라 공녀와 혼인해 아들 공자 사를 보았다. 공자 사는 초나라에 조현하다가 초나라에 짐살(짐새의 독을 쓰는 독살)당했다.
또 소나라 공녀와 혼인해 공자 하와 유미를 보았다. 유미는 일찍 죽었고, 공자 하는 대부 설가와 아버지 정문공의 미움을 받아 초나라로 망명했다.